# Platysuchus multiscrobiculatus
Platysuchus multiscrobiculatus è un rettile marino estinto, appartenente ai crocodilomorfi. Visse nel Giurassico inferiore (Toarciano, circa 182 - 178 milioni di anni fa) e i suoi resti fossili sono stati ritrovati in Germania.

## Descrizione
Questo animale possedeva una forma del corpo e del cranio vagamente simili a quelle dell'attuale gaviale del Gange (Gavialis gangeticus). La lunghezza totale di Platysuchus non doveva superare i tre metri, e la morfologia richiamava quella di altri coccodrilli marini vissuti nel medesimo luogo e tempo, appartenenti però al genere Steneosaurus. Rispetto a quest'ultimo, però, Platysuchus possedeva un cranio più piccolo (solo il 45% della lunghezza del tronco), con un rostro allungato dai premascellari ingranditi. L'orbita semicircolare si apriva in posizione dorsale e, in tutti gli esemplari noti, vi è un contatto diretto tra le ossa lacrimale e postorbitale, con conseguente esclusione del giugale dal margine laterale dell'orbita. Vi erano numerose ornamentazioni su tutta la superficie esterna di numerose ossa del cranio (prefrontale, lacrimale, postorbitale, squamoso, frontale e parietale). 
La colonna vertebrale era costituita da 64 vertebre anficele (concave anteriormente e posteriormente); la coda era costituita da 38 vertebre. Erano presenti un'armatura dorsale e una ventrale, costituite da osteodermi profondamente incisi da scanalature profonde. L'armatura dorsale inizia subito dopo il complesso atlante/asse, ed è costituita da una fila longitudinale di osteodermi appaiati, fino alla ventiseiesima vertebra caudale. Tuttavia, dopo la diciottesima vertebra gli osteodermi sono singoli, non appaiati. La corazza ventrale è costituita invece da sei file longitudinali, ciascuna con un massimo di 18 osteodermi singoli. La coda possiede una fila longitudinale ventrale di osteodermi appaiati, fino alla ventesima vertebra (gli ultimi otto osteodermi erano probabilmente spaiati). 
Gli arti anteriori sono più brevi rispetto agli arti posteriori. La lunghezza dell'omero è del 67,5% - 72,5% della lunghezza del femore. Il femore ha una testa ben distinta che si inserisce bene nel profondo acetabolo dell'ileo. Inoltre, l'ileo possiede una marcata cresta iliaca dorsale longitudinale, che forma distinti processi anteriore e posteriore.

## Classificazione
Platysuchus multiscrobiculatus è una rara specie di crocodilomorfi del Giurassico, conosciuta esclusivamente nel Lias di Holzmaden e Holzheim nel sud della Germania. L'olotipo, SMNS 9930, è uno scheletro quasi completo e ben conservato, descritto per la prima volta da Berckhemer nel 1928 con il nome di Mystriosaurus multiscrobiculatus. Nel 1961 Westphal ridescrisse il materiale e istituì il nuovo genere Platysuchus. Nuovi studi (Mueller-Töwe, 2006) hanno confermato la distinzione a livello generico di Platysuchus rispetto ad altri generi affini meglio conosciuti, come Teleosaurus e Steneosaurus. 
Platysuchus appartiene alla famiglia dei teleosauridi, un gruppo di rettili strettamente imparentati con i coccodrilli, dalle abitudini marine e dalle notevoli specializzazioni per la vita in mare aperto. Sembra che Platysuchus occupi una posizione relativamente basale all'interno del gruppo, e potrebbe essere il sister taxon di Teleosaurus (Young et al., 2012).

## Paleobiologia
La cresta iliaca pronunciata in Platysuchus indica inserzioni muscolari più grandi per M. iliofemoralis e probabilmente per M. iliotibialis rispetto a quelli presenti in Steneosaurus e Pelagosaurus. Ciò potrebbe suggerire una migliore locomozione terrestre di Platysuchus rispetto a Steneosaurus e Pelagosaurus. La morfologia delle ossa craniche fa inoltre supporre che fossero presenti ghiandole del sale, come nei coccodrilli odierni (Mueller-Töwe, 2006).